# Pinetop-Lakeside
Pinetop-Lakeside est une ville américaine située dans le comté de Navajo en Arizona. Elle est née en 1984 de la fusion des villes voisines de Pinetop et de Lakeside. Selon le recensement de 2010, Pinetop-Lakeside compte 4 282 habitants. La municipalité s'étend sur 11,24 milles carrés (29,11 km2), dont 11,17 milles carrés (28,93 km2) de terres.

## Démographie
Selon le recensement de 2000, il y avait 3 582 personnes, 1 436 ménages et 1 020 familles résidant dans la ville. La densité de population était de 318,1 personnes par mile carré (122.8 / km ²). Il y avait 2 750 unités de logement à une densité moyenne de 244.2 / mile carré (94.3 / km ²). La composition raciale de la ville était de 89,17 % de blancs, 1,03 % de Noirs ou d' Afro-Américains, 2,29 % d'Amérindiens, 0,34 % d'Asiatiques, 0,03 % d'Insulaires du Pacifique, 4,61 % des autres races et 2,54 % de deux races ou plus. 11,36 % de la population était hispanique ou du moins latine.
Il y avait 1 436 ménages dont 30,4 % avaient des enfants de moins de 18 ans vivant avec eux, 58,7 % étaient des couples mariés vivant ensemble, 8,1 % avaient une femme comme chef de famille et 28,9 % n'avaient pas de lien de parenté. 23,9 % de tous les ménages étaient composés d'individus seuls et 8,5 % d'une personne de 65 ans ou plus vivant seule. La taille moyenne des ménages était de 2,48 et la taille moyenne des familles était de 2,92.
Dans la ville, la population était répartie entre 25,5 % de moins de 18 ans, 5,5 % de 18 à 24 ans, 24,7 % de 25 à 44 ans, 29,5 % de 45 à 64 ans et 14,8 % de 65 ans et plus. L'âge médian était de 41 ans. Pour 100 femmes, il y avait 103,1 hommes. Pour 100 femmes âgées de 18 ans et plus, il y avait 98,4 hommes.
Le revenu médian d'un ménage dans la ville était de 36 706 $ et le revenu médian d'une famille était de 42 195 $. Les hommes avaient un revenu médian de 36 622 $ contre 23 594 $ pour les femmes. Le revenu par habitant de la ville était de 18 541 $. Environ 6,6 % des familles et 10,1 % de la population vivaient en dessous du seuil de pauvreté , dont 10,6 % des moins de 18 ans et 6,1 % des 65 ans et plus.

## Géographie
Pinetop-Lakeside est situé à 34° 08′ 31″ N, 109° 57′ 51″ O.

## Démographie
| 1980  | 1990  | 2000  | 2010  | - | - |
| ----- | ----- | ----- | ----- | - | - |
| 2 315 | 2 422 | 3 582 | 4 282 | - | - |